# Trihalometano
Los trihalometanos (THM) son compuestos químicos volátiles que se generan durante el proceso de potabilización del agua por la reacción de la materia orgánica, aún no tratada, con el cloro utilizado para desinfectar. En esta reacción se reemplazan tres de los cuatro átomos de hidrógeno del metano (CH
4) por átomos halógenos.
Muchos trihalometanos son considerados peligrosos para la salud y el medio ambiente e incluso carcinógenos. La normativa de la Comunidad Europea establece que no se deben superar los cien microgramos de trihalometanos por litro de agua para el consumo.
Algunos se utilizan en la industria como disolventes o refrigerantes.

## Tabla de trihalometanos comunes
| Fórmula Molecular | Nombre IUPAC        | Nombre común | Otros nombres                            | Molécula            |
| ----------------- | ------------------- | ------------ | ---------------------------------------- | ------------------- |
| CHF3              | trifluorometano     | fluoroformo  | Freón 23, R-23, HFC-23 metil trifluoruro | Fluoroformo         |
| CHClF2            | clorodifluorometano | -            | R-22, HCFC-22                            | Clorodifluorometano |
| CHCl3             | triclorometano      | cloroformo   | metil tricloruro                         | Cloroformo          |
| CHBrCl2           | bromodiclorometano  | -            | -                                        | Bromodiclorometano  |
| CHBr2Cl           | dibromoclorometano  | -            | -                                        | Dibromoclorometano  |
| CHBr3             | tribromometano      | bromoformo   | metil tribromuro                         | Bromoformo          |
| CHI3              | triiodometano       | iodoformo    | metil triioduro                          | Iodoformo           |

## Los trihalometanos como problema de salud pública
Los estudios referentes a la formación de los THM trihalometanos como consecuencia de adicionar cloro al agua se iniciaron en los Estados Unidos en la década de los 70. Para ello se utilizaron procedimientos basados en la cromatografía de gases y espectrometría de masas.
Según la OMS, Organización Mundial de la Salud, es más peligroso dejar de desinfectar el agua, por medio del uso del cloro, uno de los procedimientos más fáciles y económicos, que convivir con el potencial peligro de los THM trihalometanos. Este tipo de riesgo se considera a largo plazo, ya que requeriría el consumo de agua durante toda una vida, como es el caso de la mayoría de los productos cancerígenos. Según esta organización, la exposición a estas sustancias supone un riesgo de cáncer de 10 -5, es decir, un caso de cáncer por 100.000 personas que consumen el agua en un periodo mínimo de 70 años. En el caso de la Unión Europea, el riesgo se considera de 10 -6 
 
.
Como alternativa algunos países desarrollados están utilizando clorito de sodio como reemplazo del hipoclorito de sodio. Y evitando, con esto, la producción de THM en la purificación del agua.

### En España
En España, la presencia de trihalometanos es especialmente preocupante en la vertiente mediterránea, donde la escasez de agua obliga a utilizar aguas superficiales (de los ríos) para el consumo humano. Al estar a menudo las aguas superficiales muy contaminadas por residuos orgánicos, la desinfección con cloro realizada en el proceso de potabilización comporta que la formación de trihalometanos sea relativamente importante. La situación es particularmente grave en la cuenca del Llobregat, de la que bebe buena parte de Cataluña, por estar sus aguas contaminadas además con residuos de las minas de potasa, de alto contenido en sales bromadas: la cloración comporta reacciones químicas en las que se forman trihalometanos bromados, pese a que en la desinfección se utiliza cloro. Con los esfuerzos para mejorar el tratamiento de aguas residuales y reducir los vertidos las mejoras fueron tan solo discretas. Por otra parte, la desinfección con cloro ofrece evidentes ventajas y no se puede prescindir de ella. Finalmente se ha apreciado una gran mejora con la puesta en marcha de la planta desaladora del Prat en 2009, y de nuevas tecnologías de filtración en las plantas potabilizadoras de Abrera y San Juan Despí.